# Seguridad multinivel
La seguridad multinivel, también conocida por las siglas MLS (del inglés Multiple Level of Security), es un tipo de política de seguridad que clasifica a los usuarios en distintos niveles de seguridad, permitiendo el acceso simultáneo a distintos usuarios con diferentes permisos y asegurándose de que cada usuario acceda a aquellos recursos que tiene autorizados y de la forma que tiene autorizada. Por tanto es una tecnología que permite proteger secretos y así evitar que algún usuario pueda acceder a cierta información cuyo acceso no tiene permitido.
Podemos extender el concepto de seguridad multinivel desde un computador individual a redes de computadores. A la aplicación de la seguridad multinivel en ese entorno se le llama sistemas interdominio o CDS (del inglés Cross Domain Systems). En ella hablamos de dominios en lugar de niveles y los datos se comparten en las redes de comunicaciones.
- Datos: Q1047485